# Corinne Griffith
Corinne Griffith, född 21 november 1894 i Texarkana, Texas, död 13 juli 1979 i Santa Monica, Kalifornien, var en amerikansk skådespelare. Hon medverkade i ett 70-tal filmer och var en mycket populär stumfilmsstjärna på 1920-talet. Hon slutade filma 1932, och gjorde efter det endast ett inhopp som skådespelare 1962 i filmen Paradise Alley.
För sina insatser inom film har hon en stjärna på Hollywood Walk of Fame vid adressen 1560 Vine Street.